# Útok na Tuilerijský palác
Útok na Tuilerijský palác bylo povstání, které se odehrálo v Paříži během Velké francouzské revoluce dne 10. srpna 1792. Ve francouzských dějinách se povstání také nazývá jako le 10 août (10. srpen), journée du 10 août (den 10. srpna) nebo insurrection du 10 août (vzpoura 10. srpna), případně massacre du 10 août (masakr 10. srpna). Tohoto dne zaútočilo pařížské obyvatelstvo podporované pařížskou komunou na Tuilerijský palác, kde byla internována královská rodina. Palác bránila Švýcarská garda, která utrpěla silné ztráty. Král Ludvík XVI. byl nucen se uchýlit pod ochranu Zákonodárného národního shromáždění. Tímto povstáním přešla francouzská revoluce do své druhé, radikální fáze, ve které feuillanté ztratili většinu v nově ustanoveném Národním konventu ve prospěch girondistů a především radikálního křídla Hory pod vedením Robespierra. Král byl sesazen a 22. září 1792 byla vyhlášena první Francouzská republika.

## Historické pozadí
Úkolem Švýcarské gardy byla přímá ochrana krále. Z tohoto důvodu měla oproti jiným gardám výjimečné postavení. Pluk Švýcarské gardy se skládal ze čtyř praporů a jedné jízdní setniny s osmi děly. Celkový počet činil 2416 mužů, ovšem v roce 1792 jejich stav poklesl na 1500, protože kvůli nejisté situaci ve Francii se nedařilo ve Švýcarsku naverbovat nové rekruty. Navíc král nařídil předat osm děl s municí Národní gardě. Velitelem Švýcarské gardy byl králův bratr Karel Filip, který ale emigroval do zahraničí, takže jeho místo vykonával generálporučík hrabě Louis Augustin d'Affry (1713–1793) z Freiburgu. D'Affry byl již velmi starý a byl politickým oponentem královny, takže byl v srpnu 1792 ze zdravotních důvodů odvolán.
Francouzská královská rodina do Tuilerijského paláce přesídlila pod tlakem dne 6. října 1789 z Versailles. Po pokusu o útěk do zahraničí (Útěk do Varennes) v červenci 1791 se panovníkova situace zhoršila. Byl donucen odsouhlasit první francouzskou ústavu a v srpnu na ni přísahat. V dubnu 1792 Francie vyhlásila válku Rakousku, čímž se zhoršila pozice především královny Marie Antoinette, která pocházela z rakouského vládnoucího rodu Habsburků a u obyvatelstva tak byla ještě neoblíbenější, než dříve. Špatná situace Francie během první koaliční války znamenala mobilizaci pařížského obyvatelstva, takže byli vyzbrojeni i sansculoti, radikální část revolucionářů. Už 20. června 1792 přitáhl před královský palác ozbrojený houf sansculotů. Král je však uklidnil gestem, když se objevil v okně a nasadil si na hlavu rudou jakobínskou čapku.
Dne 1. srpna 1792 byl v Paříži oznámen Manifest brunšvického vévody. Karel II. Vilém Ferdinand Brunšvický, vrchní velitel pruských a rakouských armád, které byly připraveny k pochodu na Francii, v něm pod hrozbou útoku vyzval francouzské obyvatelstvo, aby propustilo královskou rodinu a navrátilo Ludvíkovi XVI. jeho legitimní práva. Tato proklamace měla ale opačný účinek. V pařížských sekcích začaly přípravy na povstání. K moci se protlačili radikální revolucionáři v čele s Maximilienem Robespierrem. Žádal okamžité rozpuštění Národního shromáždění a svolání Konventu, který by projednal reformu ústavy z roku 1791. Vévodův manifest vedl k nevyhnutelnému povstání, neboť pařížské obyvatelstvo bylo revolučně naladěno. Téměř denně se před Tuilerijským palácem konaly pochody protestujících skupin sansculotů. Pařížské sekce daly Národnímu shromáždění lhůtu do 9. srpna, aby souhlasně odpovědělo na jejich žádost o sesazení krále. Když 9. srpna 1792 Národní shromáždění stále žádný výnos o králi neschválilo, rozezněly se v noci na 10. srpna po Paříži zvony na popud bývalého františkánského kláštera. Na radnici založily radikální sekce namísto legální Pařížské komuny Povstaleckou komunu (Commune insurrectionnelle). Na Dantonův rozkaz bylo mezi měšťany rozdáno na 80 000 nábojů. Nyní byla legislativa násilím dotlačena k sesazení krále a k ústavním změnám.

## Průběh útoku
Švýcarská garda obdržela 4. srpna pod vlivem nepokojů v Paříži rozkaz přesunout se ze svých kasáren do Tuilerijského paláce, později se ale musela opět vrátit. Dne 7. srpna bylo 300 mužů odveleno do Normandie, aby údajně připravili útěk krále do Anglie. Garda měla proto 9. srpna pouze 900 mužů. Dodatečně bylo ke Švýcarské gardě v paláci přiděleno v noci z 9. na 10. srpna dalších 2000 členů Národní gardy na rozkaz Národního shromáždění. Ta disponovala 12 kanóny a 900 členy jezdectva, ovšem loajalita těchto oddílů nebyla jistá. Když do paláce dorazila zpráva o vzpouře ve městě proti králi, údajně zůstalo v táboře národních gardistů jen 30 osob. Podle jiných zdrojů nechtěl velitel d'Affry Národní gardu vyzbrojit větším množstvím munice, neboť považoval obranu Tuilerijského paláce za beznadějnou a nechtěl riskovat konfrontaci mezi národními gardisty a pařížským obyvatelstvem. Kromě vojska se v paláci vyskytovalo také několik šlechticů věrných králi.

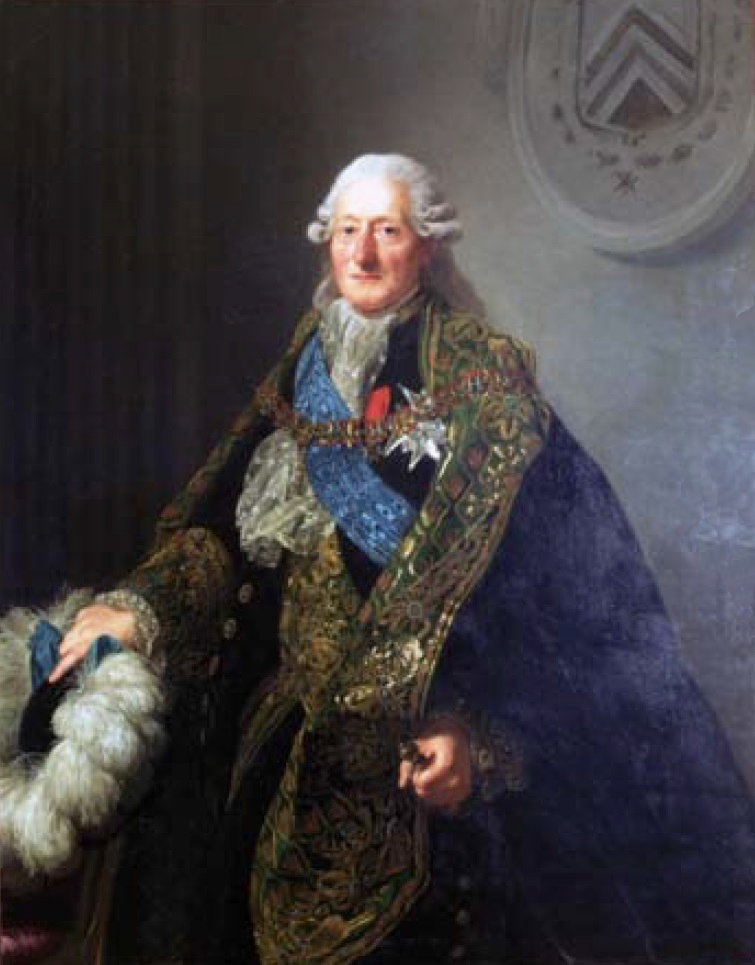
Hrabě Louis Augustin d'Affry, vrchní velitel Švýcarské gardy

V noci na 10. srpna převzala v Paříži moc Commune insurrectionnelle. Ve 23 hodin došla královskému dvoru zpráva, že bude proveden útok na palác, při kterém bude zajat král a jako rukojmí umístěn ve Vincennes. Tím by byla Paříž chráněna před útokem zahraničních vojsk.
I přes povstalecké nálady zůstával král v paláci klidný a spal po zbytek celé noci. Teprve v šest ráno byli povstalci připraveni k obsazení města. Velitel Národní gardy v Paříži, markýz de Mandat byl pod záminkou vylákán na radnici, kde byl povstalci zavražděn. Na jeho místo byl dosazen příznivec jakobínů.
Když se ozbrojenci ze všech stran sbíhali k paláci, ukázal se král v doprovodu manželky u gardistů, aby se ujistil o jejich loajalitě. Kolem sedmé ráno přitáhla před palác větší část Národní gardy. Současně se u krále objevil girondista Pierre-Louis Roederer jako pověřenec Národního shromáždění a nabídl mu ochranu v prostorách parlamentu, který sídlil v sousední budově Jízdárny. Protože král navzdory radám královny se svou rodinou palác opustil, vyklidili Tuilerie také národní gardisté. Dva prapory Národní gardy a 150 švýcarských gardistů doprovodilo krále, jeho rodinu a jeho suitu do Jízdárny. Král byl s rodinou uložen do lóže v kancelářích prezidenta parlamentu.

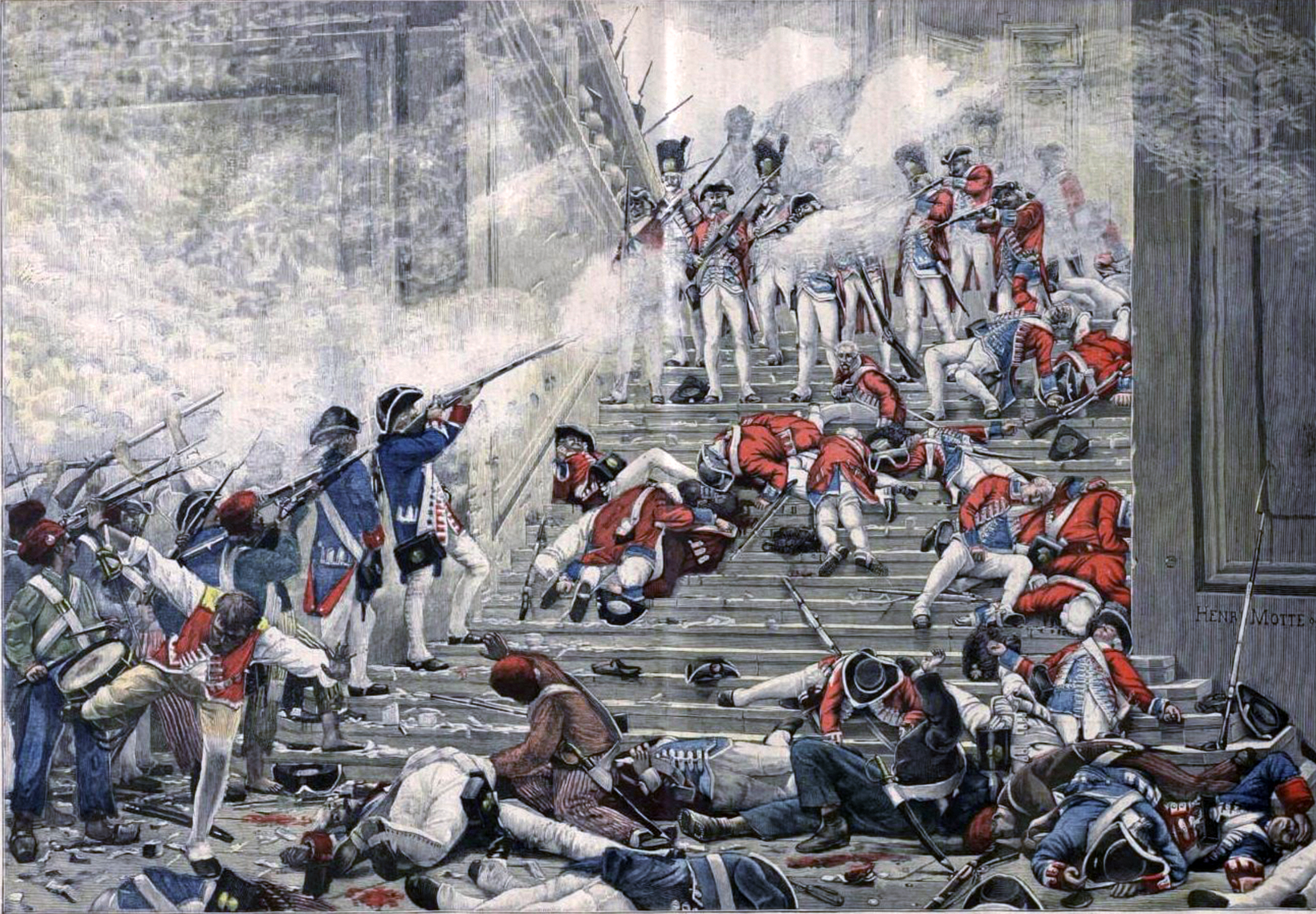
Švýcaři brání schodiště paláce

Následně se 750 gardistů a asi 200 šlechticů stáhlo zpět do paláce, na jehož nádvoří vzápětí vtrhli příslušníci komuny. Celkem bylo v paláci asi 1000 obránců, kteří měli stanoviště v zámecké kapli. Hlavním velitelem byl v té chvíli maršál Augustin-Joseph de Mailly. Slabinou obránců bylo především chybějící dělostřelectvo. Dav komuny se skládal asi ze 100 000 osob s 50 děly, ale jen asi 25 000–30 000 tvořilo organizované oddíly. Někteří se pokoušeli přemluvit obránce, aby se přidali na jejich stranu a prodlužovali předání budovy. Z nejasných příčin došlo k eskalaci. Když útočníci zahájili palbu z děl na palác, přešli obránci do protiútoku a vytlačili neorganizovaný dav z nádvoří a z Place du Carrousel do postranních ulic u Louvru. Přitom několik útočníků zahynulo a gardisté ukořistili několik děl a větší množství munice.
Když bylo v prostorách Národního shromáždění slyšet střelbu, musel Ludvík XVI. pod tlakem poslanců podepsat rozkaz, který nařizoval švýcarským gardistům ústup k budově Národního shromáždění. Rozkaz nejprve dorazil k důstojníkům, kteří bojovali u strany od Louvru. Ovšem ve všeobecném chaosu nedorazil povel k ústupu všem oddílům gardy. Ti, kteří pokračovali i nadále v boji, byli v následujících bojích převážně zabiti. Část oddílu se probila až k parlamentu, jiný oddíl asi 50 mužů padl do zajetí, ovšem cestou do vězení byli pobiti davem. Přeživší gardisté, kteří se probili do Národního shromáždění, obdrželi od krále rozkaz složit zbraně a vrátit se zpět do kasáren. Kasárna však byla mezitím vydrancována a vypálena a návrat byl kvůli radikálním davům nemožný. Zbylých 150 vojáků proto bylo umístěno do kostela kláštera feulantů.
Polovina generální setniny se zdráhala odevzdat zbraně a pokusila se probít do svých kasáren. Při pochodu na Champs-Élysées však byli poraženi. Několik málo přeživších bylo následně vyslýcháno na pařížské radnici a poté zabito. Veliteli jednotky, plukovníkovi von Erlach, byla odříznuta hlava a nošena po ulicích v triumfálním průvodu.
Zbývajících asi 450 gardistů, kteří se o rozkazu o stažení nedozvěděli, bojovali dál. Kolem 11. hodiny zahájili národní gardisté s podporou asi 30 až 40 děl útok na palác. Gardisté ztráceli palác sál za sálem, přesto způsobovali útočníkům vysoké ztráty. Také tyto jednotky se pokusily neúspěšně probít do svých kasáren. Dav následně celý palác vyraboval.

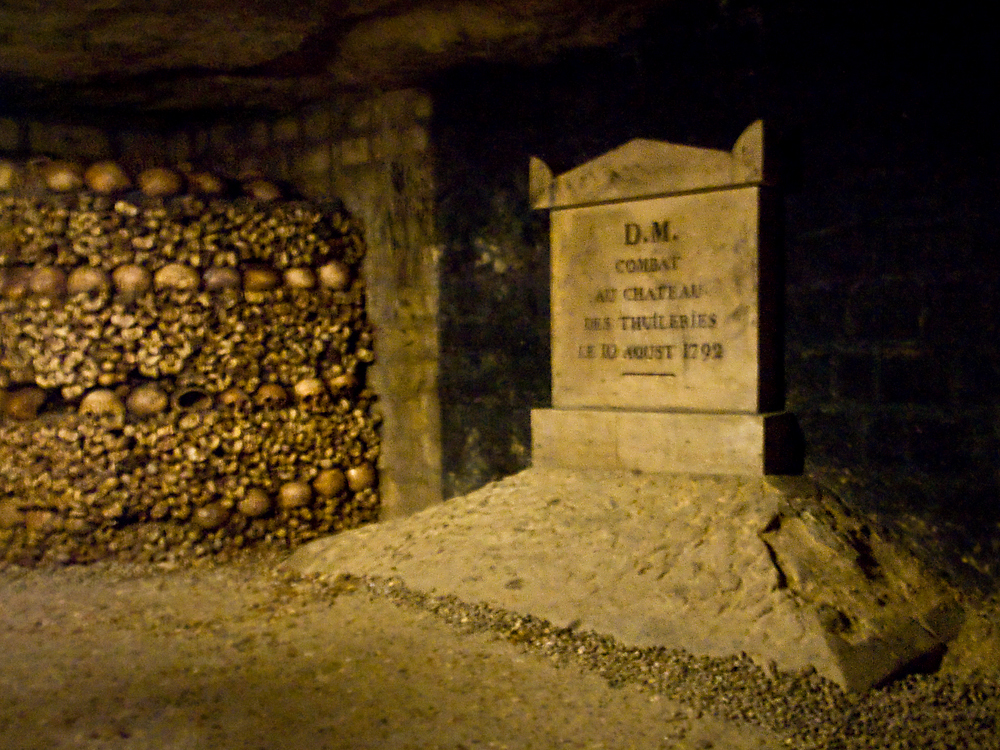
Pomník v pařížských katakombách, kde bylo pohřbeno mnoho padlých

Po skončeném útoku na palác byli v kasárnách zatčeni a popraveni i zbývající Švýcaři. Podle pramenů padlo celkem mezi 550 a 700 švýcarských gardistů. Na straně Pařížanů a Národní gardy odlišné prameny udávají od 600 až do 4000 mrtvých. I přes nebezpečí se podařilo díky pomoci některých Pařížanů několika švýcarským gardistům uprchnout z Paříže, jednalo se o 17 důstojníků a 200 poddůstojníků a vojáků. 246 gardistů a důstojníků, kteří se nalézali do 11. srpna v Konventu, bylo zatčeno a 2. září 1792 revolučním tribunálem odsouzeno k trestu smrti a v následujících dnech pobito. Pouze polní maršál Bachmann byl dne 3. září řádně sťat gilotinou. Těla gardistů byla pohřbena na hřbitovech Madeleine a Roule.

## Následky útoku
Dokud nebyl boj o Tuilerie rozhodnutý, považovalo Národní shromáždění Ludvíka XVI. stále za krále, když bylo ale vítězství povstalců zřejmé, rozhodlo o svém rozpuštění a svolání Konventu k revizi ústavy podle všeobecného hlasovacího práva. Tím bylo dokonáno vítězství radikálních kruhů kolem Robespierra. Král byl sesazen z trůnu a spolu s rodinou uvězněn v Templu, liberální šlechta a girondisté byli v očích obyvatelstva kompromitováni.
Během zářijových masakrů bylo zavražděno mnoho uvězněných důstojníků a vojáků Švýcarské gardy spolu se šlechtou a girondisty. Rovněž byli z francouzských služeb propuštěni všichni Švýcaři a pod dohledem hraběte d'Affry byli vypovězeni zpět do Švýcarska. Švýcarská garda byla ve Francii znovu vytvořena až za Napoleona.